# Booraan
Booraan is een plaats in de regio Wheatbelt in West-Australië.

## Geschiedenis
Booraan ligt in de grensstreek waar ten tijde van de Europese kolonisatie de leefgebieden van de Njakinjaki en Kalamaia Aborigines elkaar ontmoetten.
In 1894 opende de Eastern Goldfields Railway tussen Northam en Southern Cross. Booraan ontstond als een nevenspoor langs deze spoorweg. Tussen 1910 en 1911 werd er een watertank van C.Y. O'Connors waterpijpleidingproject geplaatst, als onderdeel van een plan om de pijpleiding te ontluchten.
In 1927 vond nabij Booraan een zware ontsporing plaats.
Tijdens de Tweede Wereldoorlog was in Booraan een munitiedepot gevestigd.

## 21e eeuw
Booraan is gelegen in het lokale bestuursgebied (LGA) Shire of Merredin. Het is een landbouwdistrict.

## Transport
Booraan ligt langs de Great Eastern Highway en de Eastern Goldfields Railway. De Prospector-treindienst van Transwa tussen Perth en Kalgoorlie houdt er niet halt. Booraan ligt 272 kilometer ten oosten van de West-Australische hoofdstad Perth, 322 kilometer ten westen van de mijnstad Kalgoorlie en 12 kilometer ten oosten van de hoofdplaats van het lokale bestuursgebied waarvan het deel uitmaakt, Merredin.
Aldersyde · Amery · Ardath · Arthur River · Baandee · Babakin · Badgingarra · Badjaling · Bailup · Bakers Hill · Balkuling · Ballaying · Ballidu · Beacon · Beenong · Beermullah · Bejoording · Belka · Bencubbin · Bendering · Benjaberring · Beverley · Bilbarin · Bindi Bindi · Bindoon · Bodallin · Bolgart · Bonnie Rock · Boolading · Booraan · Brookton · Bruce Rock · Bullaring · Bullfinch · Bulyee · Bungulla · Buntine · Burakin · Burracoppin · Cadoux · Calingiri · Campion · Caraban · Carrabin · Cataby · Cervantes · Chandler · Chittering · Clackline · Cold Harbour · Congelin · Coomberdale · Copley · Corrigin · Cowcowing · Crossman · Cuballing · Culbin · Cunderdin · Dalwallinu · Dandaragan · Dangin · Darkan · Dattening · Dongolocking · Doodlakine · Dowerin · Dudinin · Dumbleyung · Duranillin · Dwarda · Ejanding · Elabbin · Erikin · Gabbin · Gingin · Goomalling ·  Grass Valley · Greenhills · Guilderton · Gwambygine · Harrismith · Highbury · Hines Hill · Holt Rock · Hyden · Jelcobine · Jennacubbine · Jennapullin · Jitarning · Jurien Bay · Kalannie · Karlgarin · Kellerberrin · Kondinin · Kondut · Koojan · Koolyanobbing · Koorda · Korbel · Korrelocking · Kukerin · Kulin · Kulja · Kulyaling · Kunjin · Kununoppin · Kweda · Kwelkan · Kwolyin · Lancelin · Lake Brown · Lake Grace · Lake King · Ledge Point · Manmanning · Marvel Loch · Meckering · Meenaar · Merredin · Miling · Minnivale · Mogumber · Mokine · Moodiarrup · Mooliabeenee · Moora · Moorine Rock · Moorumbine · Moulyinning · Mount Hardey · Mount Kokeby · Mount Walker · Muchea · Mukinbudin · Muntadgin · Nalya · Nangeenan · Narembeen · Narrogin · New Norcia · Newdegate · Nilgen · Nokaning · North Bannister · Northam · Nukarni · Nungarin · Pantapin · Piawaning · Piesseville · Pingaring · Pingelly · Pithara · Popanyinning · Quairading · Quindanning · Regans Ford · Seabird · Shackleton · Southern Cross · Spencers Brook · Tammin · Tincurrin · Toodyay · Trayning · Varley · Wagin · Walebing · Walgoolan · Wandering · Wannamal · Watheroo · Welbungin · West Dale · West Toodyay · Westonia · Wialki · Wickepin · Wilbinga · Williams · Wongan Hills · Woodridge · Wubin · Wundowie · Wyalkatchem · Yealering · Yelbeni · Yellowdine · Yilliminning · Yerecoin · York · Yorkrakine · Yornaning · Yoting · Youndegin